# 烏奇薩區
8°27′43″S 76°28′42″W / 8.4619°S 76.4784°W
烏奇薩區（西班牙語：Distrito de Uchiza），是秘魯的一個區，位於該國中北部聖馬丁大區的托卡切省，始建於1912年10月21日，面積723.7平方公里，海拔高度544米，2005年人口19,293，人口密度每平方公里27人。